# Aurivilliola sepia
Aurivilliola sepia is een hooiwagen uit de familie Sclerosomatidae. De wetenschappelijke naam van Aurivilliola sepia gaat terug op Loman.